# Emil Dyre
Emil Dyre Nielsen (født 9. februar 1984) er en dansk fodboldspiller, hvis primære position er på den højre midtbane. Han spiller for BK Frem.

## Spillerkarriere
Dyre har tidligere repræsenteret Frederiksberg Boldklub og Kjøbenhavns Boldklub på ungdomsplan. Han debuterede som ungsenior for 1. divisionsklubben B.93, som han spillede for i en del af 2002/03-sæsonen.
Han kom til den nyoprykkede 1. divisionsklub Fremad Amager i sommerpausen forud for 2003/04-sæsonen og blev noteret for 9 kampe med 2 scoringer til følge for amagerkanerne i hans ene sæson i klubben. I den sidste halvdel af sæsonen var det begrænset hvad Dyre fik af spilletid på klubbens førstehold af den daværende cheftræner Michele Guarini og blev i sommerpausen 2004, efter fælles forståelse parterne imellem, derfor løst fra sin kontrakt med Fremad Amager, et halvt år før dens udløb.
Han vendte efterfølgende tilbage til B.93, hvor han spillede det næste 1½ års tid. Østerbro-klubben rykkede ned i den tredjebedste række i 2004/05-sæsonen, men han nåede kun at spille en halv sæson i 2. division Øst, inden den offensive kantspiller valgte at fortsatte karrieren i 1. divisionsklubben Hellerup IK i januar 2006. I slutningen af november 2006 tog HIK-spilleren til fransk fodbold efter at Amiens Sporting Club havde vist interesse. Han blev således inviteret til klubben for at prøvetræne i en uges tid og deltog endvidere i en enkel træningskamp (2-1 sejr), men opholdet udløste i sidste ende ikke en permanent kontrakt med den franske Ligue 2-klub. Sideløbende med fodboldkarrieren i HIK læste han til socialpædagog i Virum.
Efter 2006/07-sæsonen skiftede midtbanespilleren transferfrit til den nyligt oprykkede Superliga-klub Lyngby Boldklub efter at have skrevet under på en to-årig kontrakt (indtil den 31. juli 2009). Dyre fik sin debut både i den blå/hvide LB-trøje og i Superligaen den 25. juli 2007 i udebanekampen mod Odense Boldklub i forbindelse med en indskiftning i det 67. minut – kampen endte med cifrene 1-1. Grundet den store lønforskel i den bedste fodboldrække har Emil Dyre, ligesom mange af hans kollegaer i Lyngby Boldklub, et ekstra job (som lærervikar) ved siden af fodbolden. Emil Dyre skiftede i starten af 2010 til B.93 som han har været hos siden.

## Ekstern kilde/henvisning
- Emil Dyre Arkiveret 14. juli 2014 hos  Wayback Machine på Transfermarkt
- Emil Dyre Arkiveret 24. september 2015 hos  Wayback Machine på Scoresway